# Korneliusz Jemioł
Korneliusz Jemioł (imię cywilne Stanisław; ur. 1 maja 1914 we wsi Jedlnia k. Radomia, zm. 8 lutego 1996 w Żarkach-Leśniowie) – zakonnik, paulin, od 1 sierpnia 1957 do 23 marca 1959 przeor klasztoru na Jasnej Górze, prześladowany przez Służbę Bezpieczeństwa PRL.

## Życiorys

### Młodość
Był synem Tomasza (1866-1938) i Józefy z domu Warchoł (1879-1916). Urodził się w rodzinie wielodzietnej: miał brata Józefa (1902-?) oraz 4 siostry: Józefę (1903-1991), Janinę (1906-?), Rozalię (1907-1920), Walentynę (1910-?), a także rodzeństwo przyrodnie, tj. Jan (1891-1944), Marianna (1894-1978), Katarzyna (1901-1971).
W wieku 2 lat stracił matkę. Ukończył siedmioklasową szkołę w Jedlni. 29 sierpnia 1928 wstąpił do zakonu paulinów w Krakowie i został przyjęty do drugiej klasy gimnazjum. 23 maja 1929 w Krakowie otrzymał sakrament bierzmowania z rąk biskupa Stanisława Rosponda. W roku szkolnym 1932/1933 ukończył VI klasę Gimnazjum im. Henryka Sienkiewicza w Krakowie. Po wakacjach, 18 lipca 1933 przybył do Leśnej Podlaskiej.

Postulat odbył 13 sierpnia 1933 i po odprawieniu dziesięciodniowych rekolekcji został obleczony w habit pauliński w Leśnej Podlaskiej przez o. Piotra Markiewicza, przeora klasztoru i otrzymał imię: Korneliusz. O tym wydarzeniu napisał w swoim życiorysie: 

Po dziesięciodniowych rekolekcjach odnowiony na duchu i ciele rozpocząłem pracę nad własnym uświęceniem, oddawszy się Maryi, której mam być w przyszłości sługą, ufam, że jak mnie powołała do świętego naszego zakonu, tak pozwoli mi w nim wytrwać i spełnić wolę Bożą...zostać kapłanem to było moim ideałem. Od najmłodszych lat o tym marzyłem, by kiedyś być sługą Chrystusa szerząc łaskę i miłosierdzie wśród ubogich warstw.

 Jako nowicjusz i kleryk cieszył się dobrą opinią przełożonych. Wyróżniał się wśród innych uzdolnieniami artystycznymi i często powierzano mu przygotowywanie różnych dekoracji.

Nowicjat odbył pod opieką o. Stanisława Nowaka. Mistrz nowicjatu stwierdził: 

Brat Korneliusz jest pobożny, pomysłowy, w pracy zwinny.

 Zarzucił mu zarozumiałość, drażliwość, skłonność do przewodzenia innymi. Nie lubił też pozostawać w cieniu i zapomnieniu, dążył do samodzielności myślenia i bał się upokorzeń. Był jednak zawsze chętny do pracy i usług. Wobec braci był ustępliwy i zgodny, a w spełnianiu obowiązków dokładny i sumienny. Pierwsze śluby zakonne złożył 14 sierpnia 1934 w Leśnej Podlaskiej. Studia filozoficzno-teologiczne odbył w Instytucie Teologicznym księży Misjonarzy w Krakowie w latach 1936–1938.

### II wojna światowa
Od września 1939 kontynuował naukę na Jasnej Górze w tajnym Wyższym Seminarium Duchownym. 29 czerwca 1940 złożył profesję wieczystą na ręce o. Augustyna Jędrzejczyka – wikariusza generalnego zakonu na Jasnej Górze. 29 czerwca 1941 na Jasnej Górze otrzymał święcenia kapłańskie z rąk bp. Antoniego Zimniaka. Pierwszą jego placówką duszpasterską była Leśna Podlaska (1941–1945), gdzie dał się poznać jako bardzo gorliwy katecheta w Liceum Pedagogicznym – w Seminarium Nauczycielskim i innych szkołach. Tu zaraził się tyfusem plamistym służąc chorym i partyzantom AK.

### Polska Ludowa
W latach 1945–1946 pełnił funkcję prefekta kleryków na Jasnej Górze, a przez następne lata do 1948 był opiekunem ministrantów i różnych bractw. W latach 1949–1951 był przeorem w Leśniowie, a od 27 lutego 1952 administratorem w Krakowie. W latach 1952–1957 został pierwszym paulińskim proboszczem i zarazem przeorem w Brdowie (woj. wielkopolskie), gdzie cieszył się wyjątkowym uznaniem. Paulini ponownie objęli sanktuarium i parafię św. Wojciecha w Brdowie 2 lipca 1952 – za zgodą ks. Franciszka Korszyńskiego – mimo niechęci władz komunistycznych. O. Korneliusz zabrał się do odnowy kościoła i klasztoru. Zorganizował ministrantów, chór w parafii, Kółko Rolnicze, otworzył cegielnię i punkt apteczny. Zadbał o grób powstańców z 1863. Zorganizował pielgrzymkę autokarową na Jasną Górę. Na wakacje do Brdowa przyjeżdżali każdego roku klerycy, zwłaszcza z paulińskiego klasztoru z Warszawy oraz bp Zdzisław Goliński z Częstochowy.

### Przeor Jasnej Góry
Parafianom w Brdowie trudno było się pogodzić z decyzją nowego generała o. Ludwika Nowaka, który o. Korneliusza mianował przeorem na Jasnej Górze 1 sierpnia 1957. Tu go czekała bolesna „droga krzyżowa”, która na stałe wycisnęła znamię na jego zdrowiu psychicznym. O. Korneliusz zapoczątkował w Prymasowskim Instytucie Ślubów Narodu drukowanie ulotek i materiałów duszpasterskich, przy pomocy powielaczy – dla potrzeb pielgrzymów.

### Prześladowanie przez SB
21 lipca 1958 podczas nieobecności o. Korneliusza, funkcjonariusze UB i MO wozem pancernym rozbili wieczorem zamknięte bramy jasnogórskie, zabrali wszystkie broszury i zapieczętowali wszystkie powielacze. Uczyniono to pod kierunkiem Jana Bobonia z nakazu prokuratury katowickiej. Nie obyło się bez aresztowań, procesów i złośliwej propagandy, zwłaszcza gazety „Polityka”, w której umieszczono artykuły ośmieszające działalność duszpasterską Jasnej Góry, nazywając ją „fabryką złudzeń”.
4 sierpnia 1958 przygotowano okólnik Ministerstwa Oświaty o odsunięciu osób zakonnych od nauczania religii. W związku z rewizją prowadzono śledztwo, przesłuchano kilkadziesiąt osób. Wprowadzono psychiczny terror, a następnie parodię procesu sądowego. Wyroki objęły m.in. o. Korneliusza Jemioła, o. Pawła Kosiaka, br. Tarsycjusza Łuczyńskiego i br. Juliana Cieślińskiego. Głównemu oskarżonemu o. Korneliuszowi zarzucano, że:
1) dopuścił do powielania materiałów wykraczających poza sprawy duszpasterskie,
2) dokonał wznowień dwóch książek, a w jednej z nich znalazł się opis „cudu nad Wisłą”,
3) nie zarejestrował dwóch powielaczy, nie notował ilości nabytego papieru itp.
Konwent, po zasięgnięciu opinii prawników i za poradą prymasa Stefana Wyszyńskiego złożył 25 lipca protest do Rady Państwa przeciw tej skandalicznej akcji, jednak bez skutku. Terroryzm milicji, przemęczenie spowodowane troską o funkcjonowanie sanktuarium okazały się ponad nadwerężone siły o. Korneliusza i tak rozpoczęła się jego choroba psychiczna. Podjął on uciążliwe i długotrwałe leczenie. Dzięki fachowej pomocy prof. Antoniego Kępińskiego powracał do zdrowia, ale angażował się z kolei w pracę duszpasterską i znowu wracał do choroby. Przeor o. Korneliusz wyjaśniał, że we wszystkich sprawach zostawił wolną rękę swemu podwładnemu o. Pawłowi Kosiakowi, a ten z kolei działał w ścisłym porozumieniu z prymasem Wyszyńskim i jego Instytutem. Prokurator Rydzio i jego zastępca Józef Krzemiński nie dali wiary tym zeznaniom.

### Leczenie
Na pierwszym przesłuchaniu przeor nie wytrzymał presji śledczego i wpadł w atak furii, której zlękli się wszyscy obecni. Przewieziono go do szpitala, otoczono opieką, a po kilku dniach zlecono ją klasztorowi. Stan chorobowy pogłębiał się wraz z przekazywaniem wezwań do sądu, tak że przestano je okazywać choremu. Lekarz kliniki psychiatrycznej w Krakowie dr E. Brzezicki, wraz z przełożonymi zakonu prosili o zakończenie sprawy i wyłączenie chorego z oskarżenia, by przestał czuć lęk przed sfabrykowaniem procesu, wyszedł ze stanu depresji i mógł wrócić do normalnego życia. W tym czasie zwolniono go z obowiązków przeora. W zaocznym procesie w Sądzie Powiatowym w Częstochowie pod przewodnictwem sędziego S. Wiadowskiego i przy udziale zespołu ławników: Z. Ziemniaka, J. Pluty i T. Iwaszko, skazano o. Jemioła na 6 miesięcy więzienia z zawieszeniem na 2 lata, co ostatecznie zdeterminowało jego zły stan psychiczny. Po wniesieniu apelacji do Sądu Najwyższego sprawa została skierowana do ponownego rozpatrzenia przez Sąd Wojewódzki w Katowicach, który wyrok uchylił. 8 maja 1962 unieważniono również proces w Sądzie Powiatowym w Częstochowie (sygn. akt Ka 3/62 z 8 maja 1962). Dzięki temu o. Korneliusz wracał do normalnego stanu, organizował pielgrzymki, pisał materiały duszpasterskie i historyczne. Ilekroć jednak wracał do sprawy śledztwa, na widok milicji lub w czasie relacji o procesach, następował atak choroby, który kończył się powrotem do kliniki. Przez blisko 40 lat przebywał pod stałą kontrolą lekarzy w Krakowie. Gdy udało się prof. Antoniemu Kępińskiemu lub jego współpracownikom opanować chorobę, o. Korneliusz swą pracą duszpasterską zjednywał sobie serca ludzi. Tak było, gdy przebywał wśród górali na Bachledówce w latach 1959–1969, organizował tam ministrantów, pielgrzymki, orkiestrę itp. Długo przebywał w Krakowie na Skałce, gdzie nazywał się „kustoszem” sanktuarium św. Stanisława biskupa i męczennika. Organizował tu również pielgrzymki autokarowe na Jasną Górę, podejmował różne akcje charytatywne i wydawnicze. Po rocznicy 300-lecia przybycia obrazu Matki Bożej Leśniańskiej zaczął gromadzić absolwentów Liceum Pedagogicznego w Leśnej Podlaskiej tzw. „leśniaków”. Owocem tego jest od 1992 wydawane „Echo Leśniaków”.

### Nasilenie choroby
Po życiu intensywnym, naznaczonym sukcesami duszpasterskimi, nastały dla o. Korneliusza czasy cichego apostolstwa i upokarzającego cierpienia. Z jego ust nie można było usłyszeć żadnej skargi, chociaż przebywał w Zakładzie Psychiatrycznym im. Babińskiego w Kobierzynie, w zakładzie specjalnym braci albertynów. Dzięki inicjatywie o. Stanisława Knapka przeora i o. Czesława Bielenia magistra nowicjatu, ostatnie trzy lata spędził w klasztorze w Leśniowie, otoczony troską i opieką nowicjuszy. W ostatnich latach dokuczała mu bezsenność. Spędzał czasem po kilka godzin dziennie w kaplicy klasztornej i w kościele, a kiedy już nie mógł się podnieść z łóżka, wypowiadał krótkie akty strzeliste. Tak było do ostatnich chwil życia. Pozostawił po sobie wiele modlitw o szczęśliwą śmierć.

### Śmierć
Po nieszczęśliwym upadku, który spowodował złamanie nogi, nie mógł ani spać, ani jeść. Opiekujący się nim nowicjusze byli przekonani, że cierpienie ofiaruje za zakon i nowicjat. Zmarł 8 lutego 1996 o godz. 3:30.